# Gepard kapský
Gepard kapský (Acinonyx jubatus jubatus) je poddruh geparda štíhlého (Acinonyx jubatus), patřícího do čeledi kočkovitých (Felidae). Gepard kapský byl poprvé popsán německým zoologem Johannem Christianem Danielem von Schreber v roce 1775.

## Výskyt
Žije v rozlehlých otevřených oblastech jižní a jihovýchodní Afriky, jako jsou savany a polopouště, řídce obývá i křovinaté porosty.

## Charakteristika
Na rozdíl od jiných kočkovitých šelem má gepard drápy, které se dají jen z poloviny vysunout, proto neleze po stromech; jeho tělo je stavěno na rychlý běh. Délka těla je asi 110–150 cm, délka ocasu 70–90 cm. Výška v kohoutku je mezi 70–90 cm a váha se pohybuje mezi 21 a 65 kg.

## Život
Žije samotářsky nebo ve skupinkách o 2–5 jedincích, které tvoří samice s odrostlými mláďaty, sourozenci nebo dospělí samci. Gepard dokáže z poměrně krátké vzdálenosti vyvinout rychlost 64 km/h, jeho maximální rychlost je asi 100 km/h. Na jeho jídelníčku najdeme hlavně menší kopytníky (gazely, menší druhy antilop, mláďata zeber, pakoňů). Mezi lovci samotáři (tj. bez těch, co loví ve skupinách) je gepard nejúspěšnějším predátorem, až 70 % jeho loveckých pokusů končí úspěchem, a to i přesto, že jakmile kořist nedostihne do 20 sekund, lov obvykle vzdává. Využívá metodu uštvání. Aktivní je hlavně ve dne, aby se chránil proti silnějším predátorům, především lvům, kteří mu často kořist ukradnou.

## Rozmnožování
Pohlavní dospělost u samců nastává po roce života, u samic o rok později, pářit se však začínají až ve třech letech. Délka březosti je 90–98 dní. Samice poté rodí 1–3 mláďat, vzácně až 5. Ta se stávají velmi často kořistí jiných predátorů. Pokud samice přijde o většinu potomků, přestane se starat i o toho posledního – vzhledem k velkému výdeji energie se jí péče o jediného potomka nevyplatí.[zdroj?]

## Ohrožení
Gepard kapský je nejpočetnější poddruh geparda štíhlého. Ve volné přírodě jich žije přibližně 7000 jedinců. Velký problém gepardů je příbuzenská plemenitba – v minulosti podlehli tzv. efektu hrdla lahve – náhle rapidně poklesl jejich počet a přeživším nezbylo než se množit s příbuznými.[zdroj⁠?!]

## Synonyma
- Acinonyx jubatus fearonii, A. Smith, 1834
- Acinonyx jubatus fearonis, Fitzinger, 1869
- Acinonyx jubatus guttata, Johann Hermann, 1804
- Acinonyx jubatus lanea, Sclater, 1877
- Acinonyx jubatus obergi, Max Hilzheimer, 1913
- Acinonyx jubatus rex, Reginald Innes Pocock, 1927
- Gepard africký
- Gepard severoafrický
- Gepard východoafrický [2]